# Anaxyrus retiformis
El sapo verde de Sonora (Anaxyrus retiformis) es una especie de anfibio anuro de la familia de sapos Bufonidae. Anteriormente incluida en el género Bufo.
Se encuentra en México y Estados Unidos desde 150 a 900 m de altitud.
Su hábitat natural es el matorral templado, ríos intermitentes, marismas de agua dulce temporales, desiertos templados, pastos, estanques y regadíos. Está amenazado por la pérdida de su hábitat.

## Publicación original
- Sanders & Smith, 1951 : Geographic variation in toads of the debilis group of Bufo. Field and Laboratory, vol. 19, p. 141-160.